# 脇浜紀子
脇浜 紀子（わきはま のりこ、1966年12月17日 - ）は、京都産業大学現代社会学部現代社会学科教授。元読売テレビアナウンサー、プロデューサー。

## 来歴
兵庫県神戸市兵庫区出身。実家があまり恵まれた方の家庭で無かったため、小学1、2年時は神戸市立鵯越小学校、その後北区君影町に所在する団地に転居し、1年毎にを転校し続け君影小学校、五葉小学校、鈴蘭台小学校、1982年3月、鈴蘭台中学校卒業。1985年3月、兵庫県立兵庫高等学校、1990年3月、神戸大学法学部卒業後の同年4月、読売テレビに入社。入社同期は、元報道局報道記者で現・ラジオパーソナリティの西岡香。
学生時代は、前述の理由から学費を稼ぐために家庭教師、展示会で商品説明するナレーターコンパニオンのアルバイト等をしていた。大学3学次は休学届を提出し、1年間ワーキングホリデーでオーストラリアブリスベーンにホームステイで滞在していた経験があり、スキューバダイビングのインストラクターをしていた。その後、4年次もまだオーストラリアで過ごしていたが、バブル絶頂期で新卒採用はどうにでもなる時代でもあった為、テレビ局も面白いと思い就職活動を行った。新卒採用試験ではアナウンサー職志望では無く一般職のスポーツディレクターを志望のため一般職受験をしたが、カメラテストを受けて、最終の社長面談の際に当時代表取締役社長であった青山行雄が「土井たか子みたいに、よくしゃべる!」とのイメージが残り、周りの役員の反対を押切って鶴の一声でアナウンサー職として採用され、最初に内定を出してくれたため入社した。
内定受諾後のNNS新人アナウンサー研修では、日本テレビの豊田順子、元南海放送で現・愛媛県松山市市長である野志克仁と同期に当たる。入社以後は『ズームイン!!朝!』の気象情報から始まり、同番組近畿地区リポーターとして、近畿2府4県を周り旅芸人みたいな生活を送っていたと表している。また、『週刊トラトラタイガース』の担当だった事もあり、プロ野球取材の阪神タイガース担当であった時期がある。また、近鉄バファローズの担当でもあった。
1997年、読売テレビがプチバブルによる増益による、社員への海外研修還元制度の社内選考に合格し、第2期研修生として1999年9月にアメリカ合衆国南カリフォルニア大学アネンバーグスクールフォーコミュニケーション コミュニケーションマネージメント 修士課程に社費留学。通常の修士課程を無理をして、翌2000年8月、同課程を修了させて修士号を取得し、9月付で同局に復帰。
帰国後、研究成果を前述のメディア事情をまとめた処女作を上程。2002年10月、イベントゲストで招かれた事をキッカケに大阪大学大学院国際公共政策研究科後期博士課程に社会人学生として入学。当時、朝の番組担当から昼の番組担当に移ったこともあり、途中3年間の休学期間はあったが、2010年9月22日に博士号（国際公共政策）を取得。読売テレビ現職アナウンサーとしては初となる博士号を取得した事を、翌23日に同局にて会見を行ない発表した。
また、並行して2004年4月から京都精華大学人文学部総合人文学科の非常勤講師に就任し、2013年3月まで担当。その間に、2011年4月から京都造形芸術大学芸術学部文芸表現学科の非常勤講師を、2015年3月まで担当。
博士課程の研究テーマが、自身が勤務してる会社が近畿広域圏の広域放送事業者のため、県域放送として情報発信が不足してるチャンネルを増やして、放送事業者から見えて来る地域情報の発信と言う観点で研究しており、特に既存放送局のコンテンツの相乗りでは無く、チャンネルの多様性を主眼に置いていた。
その為、東日本大震災の被災後の復興取材では現地からUstreamの個人アカウントを開設し「wakihamatv」を立上げ、同年5月からは個人のニコニコ生配信チャンネルを開設し配信を実施。読売テレビで2012年ロンドンオリンピック取材時も現地から配信を行っていた。自社にずっと働き掛け続け、2013年3月に同局で初のニコニコ動画公式チャンネルの立上げの立役者となった。
2012年からNPO法人 HINTに加入。
2015年7月人事にて、15年経験したアナウンサー職から外れ、編成局コンテンツビジネスセンター・コンテンツ事業部に異動し、副部長（チーフプロデューサー）に昇進。視聴者向けの異動挨拶として、自身のブログに2011年8月4日から3週間連続で読売新聞大阪本社版夕刊に掲載されたコラム「日だまりカフェ」の内容を転載した。元アナウンサーであったためイベント司会については継続しており、特に『名探偵コナン 劇場版』の大阪地区の試写会若しくは初日舞台挨拶の司会を担当しており、「世界一、名探偵コナンに詳しいアナウンサー」と称されていた。
また、テレビ番組制作の中でIoTを活用した「オープン・イノベーション」の可能性を追求する番組のチーフプロデューサーを担当した。同局でのアナウンス業の最後は、『鳥人間コンテスト2016』のLINE LIVE公式裏実況の司会であった。
2016年、50歳の時に現在の所属から正規教授職のオファーを貰ったタイミングで早期退職者制度を用いて、2016年12月末付で読売テレビを退職し、2017年4月1日付で京都産業大学現代社会学部現代社会学科の教授職に就任した。教授就任以後、前述の地域情報発信のゼミを運営しつつ、読売テレビ時代の2016年から神戸市役所の「デザイン都市・神戸」創造会議の委員を務めており、同年から開始したクロスメディアイベント「078（ゼロ・ナナ・ハチ）」では初年度は発信者として、読売テレビ退職以後、初めて現地リポーターを務めた。以後はイベントのモデレーター（まとめ役）を務め、翌年以降は実行委員を務めており、神戸市の地域情報を盛り上げるムーブメントのメンバーとして活動している。

## 人物
- 小学校高学年から中学時代は、沢田研二のファンであった。また、高校時代は先輩に頼まれて野球部のマネージャーをやりながら、体育祭、文化祭委員を掛け持ちし、体育祭の棒倒しの競技復活に奔走した。文化祭ではバンドを組んでいた経験があり、リードボーカルを担当した[2]。以上の経験もあったため、1993年に古巣の読売テレビのネットワーク系列のキー局である日本テレビの女性アナウンサーで結成されたDORAに倣い、植村なおみ・徳山順子の面々で「NORA」を結成したことがある。
- 出身地である神戸市に非常に強い拘りを抱いており、読売テレビに通っていた時に大阪に行くのが非常にイヤであったと懐柔しており、その象徴として読売テレビが所在する京橋駅近くに所在するドブ川を通過する事で鬱屈していたと明かしている。
- 新入社員時代、前述の入社経緯でアナウンス部の総意として内定を出した訳では無く青山の意向で採用したため、男性の同僚から無視されイジメに遭っていた経験がある[35]。その為、当時から仕事で忙しくてアナウンス部に寄り付かなかった入社10期先輩である辛坊治郎は、社内で余り人間関係を作らない性格であったため、昼食や社内で相談してた間柄である。しかし、『ズームイン!!朝!』担当以後は中継で近畿地方を毎日渡り歩く日々となったため、忙しくなりイジメを受ける事は無くなった。
- 阪神・淡路大震災発災時『ズームイン!!朝!』に出演していた事もあり、日頃から何かあったら日本テレビに対して報告を入れる事を言われたので、日本テレビ旧本社のマイスタジオの直電番号を把握していたため、被災後に当時の自宅が所在した尼崎市武庫之荘から電話リポートを入れ、局からの指示で自身の自家用車で武庫川まで移動し、徒歩で東灘区深江本町の阪神高速3号神戸線深江出入口周辺の橋脚倒壊現場に赴き取材を行った[36]。読売テレビの中継車と合流後、局に戻れたこともあり、翌日からはヘリコプターからの中継など積極的に被災地を廻っていた。しかし、深江で中継のスタンバイ中に近所の倒壊家屋の親子から「テレビ中継で救助を呼び掛けて欲しい」と懇願され、中継車のクルーが無線で京橋の報道局に枠の使用を申し入れたが、NNNの報道特番の仕切りの権限がキー局の日本テレビが有していた事もあり、尺が確保できないことからボツにされた経験をした[36]。この経験が脇浜にとって相当なショックを受け、細やかな地域被災状況の発信が不十分に出来ずテレビメディアで報道する限界を感じたため、前述の地域メディア研究の道に行くキッカケになった[37][38]。後刻、新聞記事で日本のインターネット黎明期であったが神戸大学と神戸市外国語大学にネット回線が配備されていた事で、海外に向けて被災情報を発信して続けていたという記事を読んで、翌日からPower Macintosh 6100を購入して、パソコン通信で被災者の生活情報等の発信しながら学んでいた[39]。以後、読売テレビ勤務時代はプライベートで所持しているiMacPowerBook G4を持ち込んで使用する事もあった。また、iPhoneシリーズはロサンジェルスでiPhone (初代)を購入する程で、iPhone 3Gから使用する筋金入りのApple信者である[40]。
- 前述の様に、学生時代からスキューバダイビングで潜っており、ブリスベーン滞在時はインストラクターのアルバイトをする位の実力を持っており、海の透明度の高い数十カ国の国に来訪して、1000回近く潜って来た。このため『ズームイン!!朝!』の番組内にて度々海中から生中継で水中リポートを行っていた。マリンスポーツを嗜んでる事を読売テレビのニコ生チャンネルで「海のことばかり」という配信番組を行っていた[41]。また、前述の辛坊とプライベートで付き合う様になり[42]、第一級海上無線通信士や1級小型船舶免許の資格取得をする流れとなった事で[36]、2013年から辛坊と同じくディンギーを操船する様になった[43]。
- 性格上、後述の理由含めて世の中の事柄に対して強く発言しており[44]、先輩・後輩から怖いと言う印象を持たれており、あだ名もそれをイメージされて名付けられている[45][45][46]。
- ジェンダーフリーを社会に取り入れる事を主張に持っており[47]、選択的夫婦別姓論者である。元来から、単に自身の「姓」が変わるのがイヤで「脇浜」姓でいたい事を主張しており、『たかじんTV非常事態宣言』2008年12月8日放送分にて、現在の夫の前に事実婚状態の男性と交際歴があり[14]、籍を入れなかった理由が当該理由のため、法整備されてから入籍する予定であったとカミングアウトしている。その為、共演者であった評論家の宮崎哲弥と激論になった経験がある[48]。

## 出演番組

### 現在

#### テレビ
- 情報スパイス（eo光チャンネル）※月曜コメンテーター - 2020年10月9日 -

#### ラジオ
- 078RADIO（ラジオ関西）※実行委員報告 - 2017年3月16日 -

### 過去

#### 読売テレビ時代

##### テレビ
- ズームイン!!朝!（日本テレビ）※近畿地区キャスター - 1991年 - 1998年
- ズームイン!!SUPER（日本テレビ）※近畿地区キャスター（平日） - 2009年3月30日 - 
  - ゲツキン!（ストレートニュース）※月 - 水曜 - 2005年9月1日 - 2006年6月30日
  - あさイチ!（ストレートニュース）※月 - 水曜 - 2000年7月3日 - 2005年8月31日
- あさパラ! （ナレーション） - 2010年 - 2015年7月25日
- ウキキDEナイト （MC） - 2007年4月 - 2008年9月
- 情報ライブ ミヤネ屋（「明日オープンスペシャル」進行） - 2006年7月30日、（「NEWSアサ漬け」コーナー進行） - 2008年3月18日 - 、（リポーター）不定期
- たかじんTV非常事態宣言 - 2008年9月22日（ytv女子アナプロデュース）、10月27日 - 12月15日（「激昂戦隊クレーマーズ」クレーマーズピンク）
- アースマラソン（リポーター※イラン） - 2010年3月
- かんさい情報ネットten.（特集VTRナレーション、リポーター）
- NNNストレイトニュース※水曜 - 2013年
- NEWS ZERO（ローカルストレートニュースパート） - 2013年
- おはよう!ドクター（ナビゲーター） - 2014年4月 - 2015年6月
- 鳥人間コンテスト選手権大会（場内アナウンス） - 2008年、2010年9月
- ワイワイ冬の感謝祭 笑いの百年を大解剖!よしもとお笑い珍百科（進行） - 2012年12月28日

##### インターネット動画配信
- Y@cafe - あさイチ!の気象予報士・米畑詩子と担当　※インターネットラジオ

#### 退職以後

##### テレビ
- 情報スタジアム 4時!キャッチ」（サンテレビ） - 2018年4月26日  ·
- おはようコールABC（朝日放送テレビ）※木曜コメンテーター - 2019年4月29日、2020年4月2日 - 10月1日
- たかじんのそこまで言って委員会→そこまで言って委員会NP（読売テレビ）※パネリスト - 2009年3月1日、2019年8月11日、2020年5月24日
- 昼間っから激論バラエティ 胸いっぱいサミット! （関西テレビ） - 2021年1月17日

##### ラジオ
- 三上公也の情報アサイチ!（ラジオ関西）※月曜最終週コメンテーター - 2017年4月 - 2019年3月
- シネマクエストラジオ（ラジオ関西） - 2017年2月15日
- ばんばひろふみ!ラジオ・DE・しょー!（ラジオ関西）※トークゲスト - 2020年8月26日
- 辛坊治郎 Sunday Kiss（Kiss FM KOBE）※トークゲスト - 2019年7月28日、2020年4月12日、2021年1月17日

## 映画
- ゴジラvsデストロイア（1995年） - テレビ局AD 役[3]

## 制作番組
- ytvアナウンサー向上委員会 ギューン↑（チーフプロデューサー、ナレーション） - 2016年2月20日 -
- ハッカテン〜HACKATEN〜（チーフプロデューサー） - 2016年3月25日、4月3日、8月5日

## 著作

### 単著
- 『テレビ局がつぶれる日』東洋経済新報、2001年12月18日。ISBN 4-046012153。
- 『ローカルテレビの再構築〜地域情報発信力強化の視点から』日本評論社、2015年4月18日。ISBN 978-4-535586819。

### 共著
- 菅谷実『地域メディア力−日本とアジアのデジタルネットワーク形成』中央経済社、2014年4月18日。ISBN 978-4-502-09030-1。